# 保守王党派クラブ

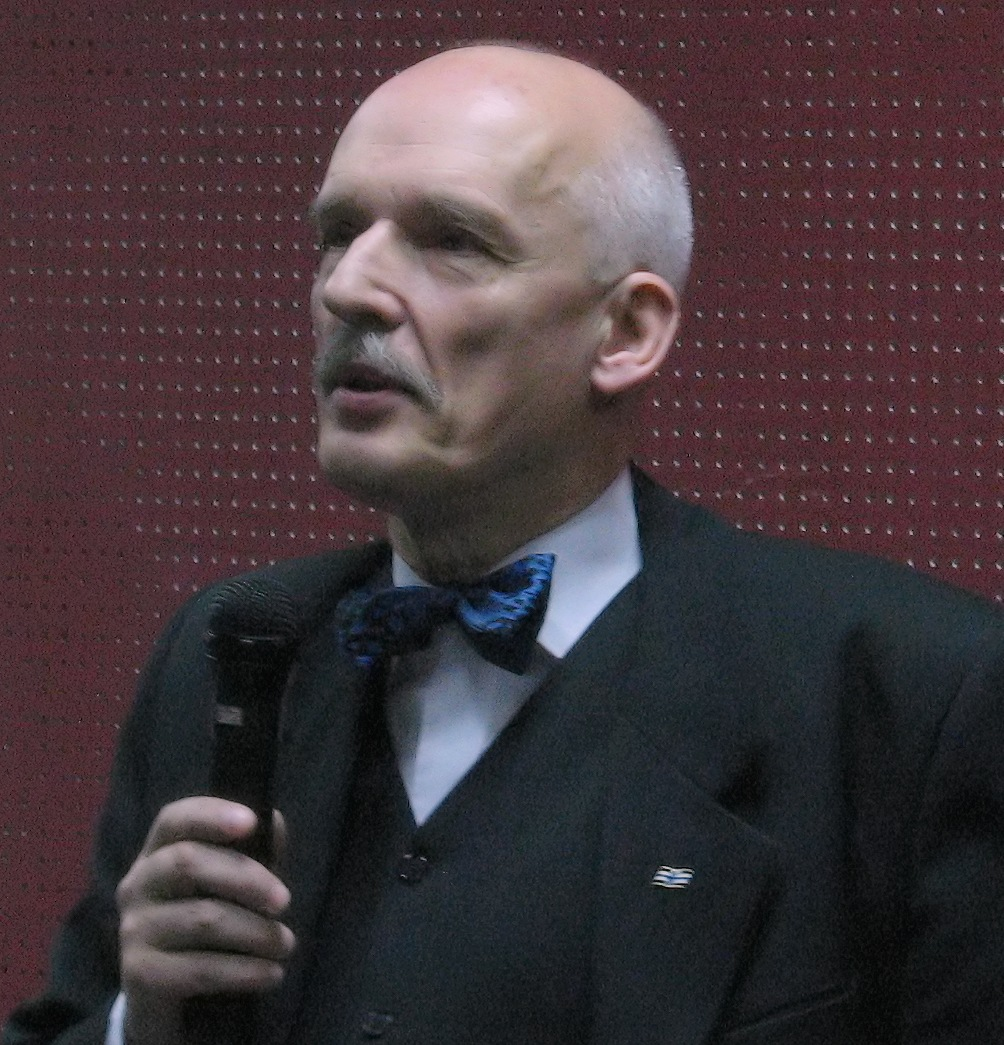
ヤヌシュ・コルヴィン＝ミッケ

保守王党派クラブ（ほしゅおうとうはクラブ、ポーランド語：Klub Zachowawczo-Monarchistyczny, KZ-M）は、ポーランドのカトリック系保守主義者が集まって1988年3月7日に設立された超党派の組織。
現会長はアダム・ヴィエロムスキ (Adam Wielomski)。保守本流各派の交流を通じ、ポーランドの王政復古を目指している。ポーランド王国の復活とその国家主権の強化を提唱しているため、欧州連合（EU）の統合に関しては懐疑的な態度を取っている。"Pro Fide, Lege et Rege"（「義と法と王のために」のラテン語）のモットーは旧ポーランド・リトアニア共和国のもので、現在でも白鷲勲章に表記されている。

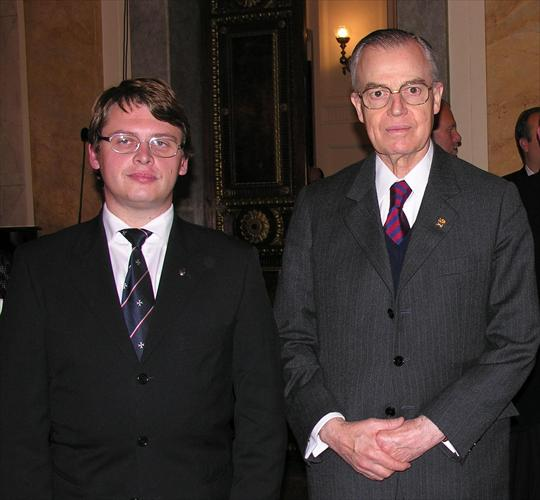
ベルトランド（右）

このクラブは、1922年に設立された保守党を母体に1926年にクラクフで組織され後に解散した同名の組織「保守王党派クラブ」の後継組織として活動している。会員にはブラジル帝国の「皇太子」ベルトランド・デ・オルレアンス・イ・ブラガンサも名を連ねている。
2010年のポーランド大統領選挙に際しては、会員のうちセイム（下院）議長で「共和国右派」党（「法と正義」党から分離）党首のマレク・ユレクと「リアルポリティクス連合」党のヤヌシュ・コルヴィン＝ミッケが出馬した。